# Jens Schelderup Sneedorff
Jens Schelderup Sneedorff (22. august 1724 i Sorø – 5. juni 1764 i København) var en dansk forfatter, professor og hofembedsmand. Central skikkelse i oplysningstidens Danmark-Norge.

## Karriere
Sneedorff blev født i Sorø som søn af den sidste rektor for Sorø Akademis Skole. Moren døde i barselseng. Sneedorff gjorde store boglige fremskridt og kom senere på latinskole og universitetet.
Efter at have erhvervet magistergraden i København rejste Sneedorff til det kun ti år gamle Georgia Augusta-universitet i Göttingen, som især var kendt for sine statsvidenskabelige studier. Universitetet var desuden et af den tyske oplysningsbevægelses arnesteder.
Hjemvendt til Danmark-Norge blev han på Ludvig Holbergs foranledning ansat som lærer i noget, man i dag vil betegne som statskundskab på det genoprettede, nu "ridderlige" akademi i Sorø. Akademiet husede i samme periode bl.a. den tyske pædagog J.B. Basedow, den senere statsmand Ove Guldberg og filosoffen Jens Kraft.
Sneedorffs undervisning og på det tidspunkt ekspanderende forfatterskab var især præget af Montesquieus statsvidenskabelige hovedværk De l'esprit des lois (Om lovenes ånd 1748), ligesom han oversatte og lod sig inspirere af Voltaire. I det hele taget var Sneedorff i perioden en særdeles aktiv formidler af fransk, men også engelsk oplysningstænkning, men dog altid tilpasset det enevældige danske monarki og præget af den statsloyale, såkaldt kameralistiske embedsmandstænkning, som Sneedorff må formodes at have fået bestyrket i Göttingen.
Sneedorff skrev dog også med social brod, men frem for alt mod den gamle adel med dens patetisk-overfladiske aristokratkultur og underkuelse af bondestanden. I sit syn på bønderne var Sneedorff influeret af de franske fysiokrater, bl.a. Mirabeau, som Sneedorff henviser til i sit tidsskrift, Den patriotiske Tilskuer.
Karakeristisk for oplysningstidens intellektuelle var Sneedorff en ivrig skribent, som beskæftigede sig med en særdeles bred vifte af spørgsmål. I det politiske hovedværk Om den borgerlige Regiering fra 1757 skitserer Sneedorff et ideal om det velregerede enevældesamfund. Bogen er inspireret af John Locke og frem for alt Montesquieu, men han afviser begges tanker om en deling af magten, noget Sneedorff opfatter som at ville basere staten på "borgerkrig". I stedet foreslår Sneedorff et samfund, hvor borgerne nyder en vis frihed, men frem for alt er opdraget til patriotisk at tilsidesætte egennytte for det fælles bedste, som garanteres af en uindskrænket enevoldsmonark. Borgerne i denne stat har endvidere særskilte funktioner og retningsgivende æresbegreber indenfor hhv. bonde-, borger-, præste- og adelstand.
I Breve udstiller Sneedorff en række moralske dårligdomme i det eksisterende enevældesamfund, og i det indflydelsesrige tidsskrift Den patriotiske Tilskuer søger han at udbrede sine forestillinger og forslag til samfundsmæssige forbedringer.
Andre af Sneedorffs hovedanliggender var rensning af det danske sprog, "smagens forbedring" via fremme af dansk litteratur, m.m. Hos Sneedorff finder man ikke en i moderne forstand national indstilling, men han vender sig mod omflakkende, statsløse individer, "herreløse riddere som man kun finder i eventyr". Langt det meste i Sneedorffs forfatterskab er dog velkendte oplysningstemaer, som glider sammen i en form for politisk-pædagogisk projekt. Som meget i perioden er forestillingerne ikke originale, men indrettede på at skulle kommunikeres til den lokale virkelighed.
Mens han udgav sit tidsskrift, var Sneedorff lærer for arveprins Frederik, indtil han døde som 39-årig af en børnesygdom i 1764.
Sneedorff fik fem børn, hvoraf Frederik Sneedorff blev en kendt historiker og øjenvidne til Den franske revolution. Sønnen Hans Christian blev søofficer.

## Gennemslagskraft i 1700-tallet
Sneedorffs forestillinger søgtes delvis realiseret gennem Den Store Landbokommission, som indledte landboreformerne i 1780'erne. Også Københavns fattigforsorg bærer Sneedorffs mærke, ligesom Ove Mallings meget benyttede opdragelsesværk Store og gode Handlinger af Danske, Norske og Holstenere er tydeligt influeret af Sneedorffs politisk-pædagogiske projekt. Endelig må Sneedorff betragtes som en af de væsentligste ideologer bag den såkaldte patriotiske bevægelse, der udgjorde en hovedstrømning indenfor oplysningen i Danmark-Norge.
Også på litteraturen havde Sneedorff indflydelse. Dels som medstifter af Selskabet til de skønne og nyttige Videnskabers Forfremmelse, også kaldet "Det smagende Selskab", hvis skriftrække var en vigtig platform for udviklingen af en ny dansk prosa og poesi, og dels ved sine bestræbelser på at forbedre modersmålet. Her spillede Den patriotiske Tilskuer tilsyneladende en vigtig rolle som model for et moderne og mere funktionelt dansk.
Han er begravet i Holmens Kirke.

## Forfatterskab
- De natura et necessitate satisfactionis (1742)
- De fundamento securitatis in communi hominum infirmitate, et iure, quod exinde oritur (1744-45)
- Idea generalis nexus atqve originis doctrinæ et philosophiæ antiqvæ de providentia, sive principio motus atqve perceptionis in materia (1746)
- Essai d'un traité du stile des cours, ou reflexions sur la maniere d’ecrire dans les affaires d’état (1751)
- Om den borgerlige Regiering (1757)
- Breve (1759)
- Fortsættelse af Babues Syn (1759) (efterfulgt af to brevsvar til Tyge Rothe)
- Fortsættelse af Babues Breve (1759)
- Jubel-Tale, holden den 18 Octobr. 1760
- Den patriotiske Tilskuer (1761-63)
- Fragmenter, efterladte af Forfatteren til den patriotiske Tilskuer (1769)
- Samling af Professor Sneedorffs smaa Skrifter, afdeelt i tvende Bind (1770)
- Sneedorffs Samtlige Skrivter (1775-77)